# Mariano Rivas
Mariano Rivas Calzada ist ein spanischer Dirigent.

## Leben
Mariano Rivas studierte zunächst von 1981 bis 1991 am Konservatorium von Oviedo Gitarre, Geige und Klavier, dann Orchester- und Chordirigieren mit den Professoren Karl Österreicher, Leopold Hager und Günther Theuring an der Hochschule für Musik und darstellende Kunst in Wien. Sein Magisterstudium schloss er im Goldenen Saal des Wiener Musikvereins mit dem ORF Radio-Symphonieorchester Wien und Mahlers Kindertotenliedern ab.
Schon während seiner Studienzeit begann er im Bereich der Oper zu arbeiten, zunächst als Solokorrepetitor beim internationalen Opernfestival in Oviedo und als Solokorrepetitor mit Dirigierverpflichtung am Stadttheater Baden bei Wien.
Sein Operndebüt als Dirigent machte er im Großen Sendesaal des ORF Wien mit der Uraufführung des Werkes “Drei Bestiarien” für Sopran und Orchester von Thomas Krinzinger.
Mariano Rivas war musikalischer Assistent von Maestro Marcello Viotti in Wien, Berlin, Venedig und New York, von Maestro Giuliani Carella im Teatro Real in Madrid und in den Oper Festivals von Lucca, Liège und Toulon und arbeitete zwei Jahre am Gran Teatro del Liceu in Barcelona als Assistent von Maestro Bertrand de Billy.
Rivas war musikalischer Leiter verschiedener Orchester und Oper-Festivals, wie das “Teatro Lírico Europeo” (Castelfidardo/Ancona/Italien), “Johann Strauß Operette Wien”, der Opernchor des internationalen Oper Festivals in Oviedo und die Sommerfestspiele in Gijón, Spanien.
Es folgten Gastdirigate mit Orchestern, wie den Moskau Virtuosen, dem Spanischen Rundfunkorchester Madrid, dem Symphonieorchester des “Tbilisi Oper und Ballett Stadtstheater”, dem Orchester der Oper in Ankara, Türkei, dem Orchester des Staatlichen Bolshoi Theaters Minsk, dem Orquesta Filarmonica de Asturias und dem Orquesta Filarmonica de España.
Feste Engagements führten Mariano Rivas als 2. Kapellmeister ans Theater Kiel, Deutschland und als 1. Kapellmeister an die Opera de Madrid in Spanien.
Er dirigierte namhafte Solisten wie Montserrat Caballé beim Woerthersee Classics Festival in Klagenfurt, Edita Gruberova, Dolora Zajick, Adrianne Pieczonka, Hui He, Angela Meade, Carlos Álvarez, José Bros, Simon Estés, Eduardo Villa und Keith Ikaia-Purdy u. a.
Als Musikwissenschaftler rekonstruierte Mariano Rivas die Oper “Pelagio” von Saverio Mercadante (1795–1870) mit Hilfe des in Lissabon aufgefundenen Notenmaterials, dann dirigierte er die Welturaufführung der neuen Fassung, mit Carlos Álvarez in der Titelrolle, und machte eine CD-Einspielung mit dem “Orchestra Internazionale d’Italia” und dem “Bratislava Chamber Choir”.
Mariano Rivas war Gewinner internationaler Wettbewerbe, wie der 1. Preis beim “Dinu Niculescu”-Dirigentenwettbewerb in Brașov, Rumänien, beim “II. Nationalen Wettbewerb für junge Dirigenten” in Granada, Spanien, und beim “IV. Wettbewerb für Dirigenten der Europäischen Gemeinschaft 1999” in Spoletto, Italien.